# Захаріас II
Захаріас II (д/н — бл. 854) — 10-й цар держави Мукурри-Нобатії в 822—854 роках. Низка дослідників розглядає його як Захаріаса III, рахуючи сина або батька царя Калідурута.

## Життєпис
Син царя Іоанна II. Посів трон близько 822 року після смерті стрийка або шварга Михайла. Прийняв титул августа, надавши синові Георгіосу титул цезаря.
У 830 або 833 році скористався внутрішніми заворушеннями в Багдадському халіфаті для невиконання умов бакту (угоди) 852 року, за якою цар Мукурри повинен був відправляти до Єгипту рабів. Але за іншими згадками Захаріас не сплачував данину протягом 14 років, заборгувавши 5 тис. рабів. Зрештою цар Мукурри став готуватися до війни з халіфатом.
835 року відправив до Багдада сина Георгіоса щодо укладання нового бакту. В результаті вдалося з халіфом Альмотасимом домовитися про виплату данини 1 раз на 3 роки. Втім після смерті халіфа 842 року поступово відмовився від виконання бакту.
Активно сприяв так званій «націоналізації» Церкви Мукурри, коли відбувається формування власних особливостей при зведенні церков і соборів, під час синодів були присутні коптський архієпископ і православний митрополит.
854 року підтримав повстання племен беджа, з якими захопив міста у Верхньому Єгипті — Едфу і Есна. Помер Захаріас II незабаром після цього. Трон спадкував старший син Георгіос I.